# Charles Deckert
Charles Deckert (ur. 30 lipca 1880 w Reims, zm. ?) – francuski gimnastyk, olimpijczyk.
Deckert wziął udział w Igrzyskach Olimpijskich w Paryżu w 1900 r. Wystartował w konkurencji gimnastycznej. Zawody odbyły się w dniach 29–30 lipca 1900 r. Deckert uzyskał wynik – 184 punkty i zajął 116. miejsce.